# Костас Караманліс
Костас Караманліс, повне ім'я — Константінос Александру Караманліс (грец. Κωνσταντίνος Αλεξάνδρου Καραμανλής; нар. 14 вересня 1956, Афіни) — прем'єр-міністр Греції з 10 березня 2004 року. Племінник колишнього прем'єр-міністра Греції Константіноса Караманліса.

## Біографія
Навчався в Афінській експериментальній школі. Вищу освіту здобув на юридичному факультеті Афінського університету. Закінчив аспірантуру у англ. Fletcher School of Law and Diplomacy Університету Тафтса у США.
З 1974 по 1979 рік був одним з керівних членів молодіжної організації «Нова демократія». У 1984—1989 рр. займався виключно юридичною практикою. У червні 1989 року вперше обирається до парламенту від виборчого округу м. Салоніки від партії «Нова демократія». Того ж року обійняв посаду секретаря президії парламенту, а також секретаря «Нової демократії».
21 березня 1997 року проголошений лідером партії «Нова демократія». 7 березня 2004 року Костас Караманліс на чолі партії переміг на парламентських виборах та отримав мандат на формування уряду. Від 10 березня 2004 року до 5 жовтня 2009 року обіймав посаду прем'єр-міністра Греції, програвши на дострокових виборах лідерові ПАСОК Йоргосу Папандреу. На загальних виборах 2007 року Караманліс був переобраний зі зменшеною більшістю голосів після грецьких лісових пожеж 2007 року, які спустошили більшу частину західного Пелопоннесу та південної Евбеї. Він пообіцяв продовжити свою програму реформ та приватизації, а також сформувати новий кабінет. 19 вересня 2007 року він представив новий кабінет.
Добровільно відмовився від посади голови партії «Нова демократія», після чого на загальнопартійних виборах 29 листопада 2009 року було визначено наступника, яким став Антоніс Самарас.